# Joseph B. Cheadle
Joseph Bonaparte Cheadle, född 14 augusti 1842 i Perrysville i Indiana, död 28 maj 1904 i Frankfort i Indiana, var en amerikansk politiker. Han var republikansk ledamot av USA:s representanthus 1887–1891 och bytte 1896 parti till Demokratiska partiet.
Cheadle tjänstgjorde i amerikanska inbördeskriget i nordstatsarmén, studerade juridik, arbetade som advokat och gjorde senare karriär som journalist. År 1887 efterträdde han Thomas B. Ward som kongressledamot och efterträddes 1891 av Daniel W. Waugh. Cheadle avled 1904 och gravsattes på Greenlawn Cemetery i Frankfort i Indiana.